# لوسيندا بانيستر شاندلير
لوسيندا بانيستر شاندلير (بالإنجليزية: Lucinda Banister Chandler)‏ هي مقالاتية وكاتِبة أمريكية، ولدت في 1 أبريل 1828 في Potsdam, New York ‏ في الولايات المتحدة، وتوفيت في 1911.